# Bącza-Kunina
Bącza-Kunina – wieś w Polsce położona w województwie małopolskim, w powiecie nowosądeckim, w gminie Nawojowa.
| SIMC    | Nazwa      | Rodzaj    |
| ------- | ---------- | --------- |
| 0454959 | Bącza      | część wsi |
| 0454965 | Koci Rynek | część wsi |
| 0454971 | Kunina     | część wsi |
| 0454988 | Potok      | część wsi |

W latach 1975–1998 miejscowość administracyjnie należała do województwa nowosądeckiego.